# Saint-Maclou-la-Brière
Saint-Maclou-la-Brière település Franciaországban, Seine-Maritime megyében. Lakosainak száma 470 fő (2022. január 1.). Saint-Maclou-la-Brière Angerville-Bailleul, Bénarville, Bernières, Gonfreville-Caillot, Rouville, Tocqueville-les-Murs és Vattetot-sous-Beaumont községekkel határos.

## Népesség
A település népessége az elmúlt években az alábbi módon változott:
| Lakosok száma | 496  | 489  | 488  | 477  | 470  | 462  | 462  | 468  | 470  |
|               | 2013 | 2015 | 2016 | 2017 | 2018 | 2019 | 2020 | 2021 | 2022 |